# برایان پاسی
برایان پاسی (انگلیسی: Bryan Passi؛ زادهٔ ۵ اوت ۱۹۹۷) بازیکن فوتبال اهل فرانسه است.
از باشگاه‌هایی که در آن بازی کرده‌است می‌توان به باشگاه ورزشی مون‌پلیه اشاره کرد.